# Berneville
Berneville é uma comuna francesa na região administrativa de Altos da França, no departamento de Pas-de-Calais. Estende-se por uma área de 5,63 km². Em 2010 a comuna tinha 488 habitantes (densidade: 86,7 hab./km²).